# 代特克
代特克，是匈牙利赫维什州所辖的一个村。总面积28.08平方公里，总人口1185，人口密度42.2人/平方公里（2011年1月1日）。